# Disciplina de enaguas
El término "disciplina de enaguas" se refiere a un tipo de feminización forzada que consiste en vestir con prendas y atuendos femeninos a un niño (varón) que presenta comportamiento violento o agresivo, con el propósito de modificar su conducta machista, agresiva y/o violenta.
Para algunos autores y estudiosos del tema el fenómeno se limita a una fantasía sexual de tipo fetichista encarnada en la ficción delirante de algunas mentes perversas, sin embargo la evidencia histórica sugiere que está práctica fue ampliamente desarrollada durante la época victoriana y que desapareció casi por completo durante el siglo XX.
Recientes estudios sobre el tema sugieren que dicha práctica está siendo retomada nuevamente por algunos grupos espontáneos y no sistémicos de mujeres que en oposición a la cultura machista y a la violencia de género, han retomado está práctica aportando nuevos matices, buscando feminizar el carácter y reducir por completo la conducta agresiva de sus hijos varones. Según algunos autores dicha práctica se ha visto fortalecida en la contemporaneidad como consecuencia de la proliferación de redes sociales que han facilitado la constitución de grupos especializados en el tema y sus prácticas.

## Antecedentes históricos
La "disciplina de enaguas" tiene sus orígenes en la época victoriana en donde los niños eran vestidos en muchos casos igual que las niñas, diversas fotografías de la época evidencian como los infantes varones lucían vestidos largos y adornos en el cabello y su indumentaria era igual a la de las niñas. Pero más allá de la mera formalidad del vestuario, es posible encontrar numerosos casos de niños que fueron educados con una perspectiva feminizante, tal y como aparece documentado en algunos estudios cuya referencia histórica se sitúa en el siglo XIX.
Durante la época victoriana era común encontrar casos de madres que ante cualquier manifestación de violencia o agresividad por parte de sus hijos varones, utilizaban la "disciplina de enaguas" como mecanismo de reeducación feminizante, obligando a los menores a vestir prendas femeninas por períodos cortos o extensos de tiempo y en algunos casos a desarrollar roles o actividades propios del género femenino.
Igualmente existen casos documentados de niños que como consecuencia de sus malos resultados académicos en el colegio, eran obligados a vestir como niñas durante todo el verano, debiendo lucir aparatosos trajes largos, en algunos casos corsé y accesorios propios de la indumentaria que utilizaba el género femenino en la época, un caso famoso es por ejemplo el del primer ministro británico Harold Macmillan que era obligado durante sus vacaciones a vestir trajes femeninos.

## Fundamento ideológico
Los seguidores y defensores de la "disciplina de enaguas" como modelo de re-educación, defienden su movimiento argumentando que el machismo está directamente relacionado con la violencia y que por consiguiente son los hombres los principales causantes de  las diversas manifestaciones del conflicto humano, y que esto se debe a una consecuencia cultural y no biológica, debido a la represión de los sentimientos y las emociones durante la educación de los hombres y a la exigencia social por ser fuertes, rudos, insensibles y agresivos, lo que puede desencadenar la violencia desmedida.

## La "disciplina de enaguas" en la actualidad
Si bien la "disciplina de enaguas" desapareció prácticamente como movimiento social durante el siglo XX y la mayor parte de las teorías sicológicas y pedagógicas consideran esta técnica como inconveniente y perjudicial, un nuevo movimiento social ha surgido en los últimos años principalmente en Latinoamérica con una visión renovadora que gracias a las redes sociales ha consolidado un colectivo defensor de la técnica como mecanismo idóneo para la reeducación feminizante. Igualmente un reciente estudio de maestría de la UNAM, encontró que en América Latina han surgido nuevos colectivos que gracias a las redes sociales se han comenzado a congregar alrededor del tema de la "disciplina de enaguas" como estrategia para disminuir la violencia y agresividad en los niños, dicho movimiento ya no concibe la disciplina como castigo sino más como una filosofía de vida. Esta práctica está siendo desarrollada nuevamente por algunos grupos espontáneos de mujeres que en oposición a la cultura machista y a la violencia de género han retomado la disciplina asumiéndola con nuevos matices.